# 圣斯德望堂 (里斯本)
圣斯德望堂（Igreja de Santo Estêvão）是葡萄牙里斯本的一座罗马天主教教堂，巴洛克风格。
该教堂始建于12世纪，毁于1755年大地震，此后重建，1833年建成。
1918年，该建筑被列为葡萄牙国家古迹。